# British Hockey League 1991/92
Die Saison 1991/92 war die zehnte Spielzeit der British Hockey League, der höchsten britischen Eishockeyspielklasse. Meister wurden die Durham Wasps.

## Modus
In der Hauptrunde absolvierte jede der zehn Mannschaften insgesamt 36 Spiele. Der Erstplatzierte der Hauptrunde wurde Meister. Für einen Sieg erhielt jede Mannschaft zwei Punkte, für ein Unentschieden einen Punkt und für eine Niederlage null Punkte.

## Hauptrunde

### Tabelle
|     | Klub                 | Sp | S  | U | N  | Tore    | Punkte |
| --- | -------------------- | -- | -- | - | -- | ------- | ------ |
| 1.  | Durham Wasps         | 36 | 26 | 6 | 4  | 314:162 | 58     |
| 2.  | Nottingham Panthers  | 36 | 21 | 3 | 12 | 238:192 | 45     |
| 3.  | Cardiff Devils       | 36 | 20 | 3 | 13 | 235:204 | 43     |
| 4.  | Humberside Seahawks  | 36 | 18 | 5 | 13 | 224:203 | 41     |
| 5.  | Murrayfield Racers   | 36 | 18 | 2 | 16 | 234:218 | 38     |
| 6.  | Whitley Warriors     | 36 | 16 | 3 | 17 | 250:246 | 35     |
| 7.  | Peterborough Pirates | 36 | 13 | 8 | 15 | 201:225 | 34     |
| 8.  | Billingham Bombers   | 36 | 11 | 5 | 20 | 184:258 | 27     |
| 9.  | Bracknell Bees       | 36 | 9  | 2 | 25 | 167:264 | 20     |
| 10. | Ayr Raiders          | 36 | 8  | 3 | 25 | 176:251 | 19     |

Sp = Spiele, S = Siege, U = Unentschieden, N = Niederlagen